# Cvjetna livada
Cvjetna livada označava dio zemljišta koji je pokriven vegetacijom s mnoštvom raznolikih domaćih biljnih i životinjskih vrsta.
Prirodna cvjetna livada uspijeva bez uporabe kemijskih sredstava kao što su pesticidi i umjetna gnojiva. 
U poljoprivredi govorimo o ekstenzivno gospodarenju travnjaka.
U uređenju okoliša, cvjetna livada tijekom različitih mjeseci godine obiluje raznim vrstama cvijeća i estetski doživljaj. 